# Leptoctenopsis translativena
Leptoctenopsis translativena är en fjärilsart som beskrevs av Louis Beethoven Prout 1916. Leptoctenopsis translativena ingår i släktet Leptoctenopsis och familjen mätare. Inga underarter finns listade i Catalogue of Life.